# Matricula nobilium familiarum Mediolani
La Matricula nobilium familiarum Mediolani è un elenco delle nobili famiglie milanesi per le quali, con atto del 20 aprile 1377, era stabilito l'esclusivo diritto all'Ordinalato della Metropolitana di Milano.

## Storia
Si ipotizza che questo elenco, basato su elenchi preesistenti, sia stato realizzato in relazione alla pacificazione conclusa tra i Visconti e papa Gregorio XI tra il 1375 e il 1376; il capitolo milanese avrebbe così cercato di difendersi da ingerenze papali, restingendo l'accesso alle sole famiglie milanesi.
Nell'elenco si trovano famiglie di antica nobiltà, famiglie che ebbero accesso al ceto capitaneale tramite privilegio imperiale (come i de Brippio con privilegio del 1358) e famiglie che avevano sostenuto i Visconti contro papa Giovanni XXII tra il 1322 e il 1323. È da notare la presenza di famiglie avverse ai Visconti come de Castiliono, de Soresina, de Cuticis e de la Turre.
Copia dell'elenco, realizzata su ordine dell'arcivescovo Carlo Borromeo alla fine del XVI secolo, è conservata presso la Biblioteca Ambrosiana. La matricola venne citata da Morigia in due sue opere del 1592 e del 1603 L'intero elenco venne pubblicato nel 1648 dal genealogista Crescenzi.
Nel XVIII secolo l'elenco fu pubblicato da Giorgio Giulini, che lo attribuì però all'anno 1277, legandolo alle riforme volute da Ottone Visconti, probabilmente sulla base di quanto erroneamente indicato da Ferdinando Ughelli nel secolo precedente. Questa modifica della datazione fu accettata dai principali storici del XIX secolo, ma è esclusa dagli studi più recenti. Nella seconda metà del XV secolo venne redatta una seconda edizione della Matricula, l'unica nota in originale,, che vide l'eliminazione di alcune famiglie (come i Capitani d'Hoe) e l'aggiunta di altre (Cairati, Grassi, Moroni, della Strada)

## Elenco delle famiglie
«Matricula nobilium familiarum Mediolani rogata de anno 1377, sub die 20 aprilis per dominum Marchum de Ciochis Mediolani notarium et Curiae archiepiscopalis Mediolani cancellarium.»
- De Amiconibus
- Annono
- Ayroldis de Robiate
- Arzonibus
- Alzate
- Advocatis
- Aliprandis
- Arconate scilicet capitanei
- Arsago scilicet capitanei
- Arinerio (meglio Ariverio)
- Applano
- Anrisiis
- Bizozero
- Birago
- Biffis
- Besutio
- Butiis
- Bernadigio
- Bossiis de Acciate
- Balbis
- Bolgaronibus
- Burris
- Busnate
- Busti scilicet capitanei
- Bossis domus domini Jacobi
- Blanchis de Velate
- Badagio
- Brippio per privilegium
- Basilicapetri scilicet capitanei
- Becaloe
- Brioscho
- Bebulcho
- Baldizonibus
- Barni non Laudenses
- Biumo superiori per privilegium
- Carchano
- Cribellis
- Cacharanis
- Caponago
- Castilliono
- Corbinis
- Carpanis
- Cribellis de Parabiago
- Confanoneriis
- Creppa
- Cuticis
- Casate
- Curte
- Caimis
- Capponibus
- Cuminis
- Curtesella
- Cottis
- Cribellis de Uboldo
- Cribellis de Nerviano
- Caimbasilicis
- Canibus
- Calcho
- Carugo
- Capellis Castello de Cirnusculo
- Comitibus de Castro Seprio
- Cornisio meglio Carnisio
- Cagnolis Cagnola
- Cagnolis de Cassano marengo (forse magnagno)
- Cepis
- Cazolis
- Curtis
- Conradis
- Corradis
- Cimaliano (forse Cimiliano) per privilegium
- Cardano, et de Castiliono de Cardano
- Cassina
- Cagatosicis
- Castelletto
- Cattanei de Busti arsitio dicti de Vituda
- Daverio
- Desio
- Dugnano scilicet capitanei
- Derni (meglio Dervi) scilicet capitanei[17]
- Dardonibus (forse Dardanonibus) per privilegium
- Fagnano
- Foppa
- Figino scilicet capitanei
- Geronibus
- Gheringhellis de Carono
- Grassellis
- Glussiano
- Gufredis de Homate per privilegium
- Gattonibus per privilegium
- Ghiringhellis de Mediolano
- Guaschis de Beluscho
- Grasellis de Bolate et Treno
- Hoe scilicet Capitanei
- Homodeis per privilegium
- Iudicibus de Castegnate
- Imbresago scilicet capitanei
- Littis
- Landriano scilicet capitanei
- Lampugnano
- La Majrola
- La Sala
- Landriano
- Olgiate Olonae
- Luyno
- La Turre
- La Porta per privilegium
- Mandello
- Mayneriis
- Menclotiis
- Martignonibus de Boladello
- Martignonibus de Roate
- Mirabiliis
- Medicis Portae Ticinensis
- Molteno
- Marinonibus
- Marris
- Medicis de Casoretio
- Medicis de Masigia (meglio Nusigia)
- Matrenano o Matregnano
- Medicis de Albayrate
- Medicis de Novate
- Mantegatiis
- Marnate
- Merosiis de Vicomercato
- Medicis
- Nasiis
- Oldrendis de Legnano
- Orello de Abiascha Mediolani
- Ozeno per privilegium
- Pusterla
- Pirovano
- Pirovano de Tabiagho
- Perego
- Petrasancta
- Pandulfis
- Paravixino
- Petronis de Cisnuscolo
- Prata per privilegium
- Petronis de Bernadigio
- Putheobonello
- Paratio
- Platis
- Porris
- Paravisino de Bucinigo
- Porta Romana scilicet capitanei
- Pado scilicet nati Ambrosii
- Iohannoli per privilegium
- Perdeperi
- Riboldis de Besana
- Richis
- Raudo scilicet capitanei
- Regnis per privilegium
- Rugolo (cioè Ruzolo)
- Rusconibus, scilicet civibus mediolanensibus
- Sachis
- Soresina scilicet capitanei
- Segazonibus per privilegium
- Sessa de loco Sarrae plebis Travaliae
- Scaccabarotiis
- Stampis per privilegium
- Septara scilicet capitanei
- Sirturi
- Sachis de Bucinigo
- Salvaticis
- Solbiate
- Sesto scilicet capitanei
- Spangutis (meglio Spanzutis), domus Carioni per privilegium
- Taegio
- Terzagho
- Tabusiis (negli Statuti si aggiunge de Castro Novate)
- Trivultio
- Tritis
- Turate scilicet capitanei
- Vicecomitibus
- Vicecomitibus de Serono
- Vicecomitibus de Pobiano (meglio Poliano)
- Vicecomitibus de Invorio
- Vicecomitibus de Oregio (cioè Olegio)
- Vicecomitibus de Oregio Castello
- Vergiate
- Vincemalis per privilegium
- Vicomercato scilicet capitaneis de Merosiis, scilicet domus domini Ioannis
- Vicomercato scilicet domus domini Guidoli per privilegium
- Valvassoribus de Serio o de Sexto
- Vitudono
- Vigonzono
- Vilanis
- Vaglianis
- Zotis
- Zerbis per privilegium
- Zeno